# Celosia argentea

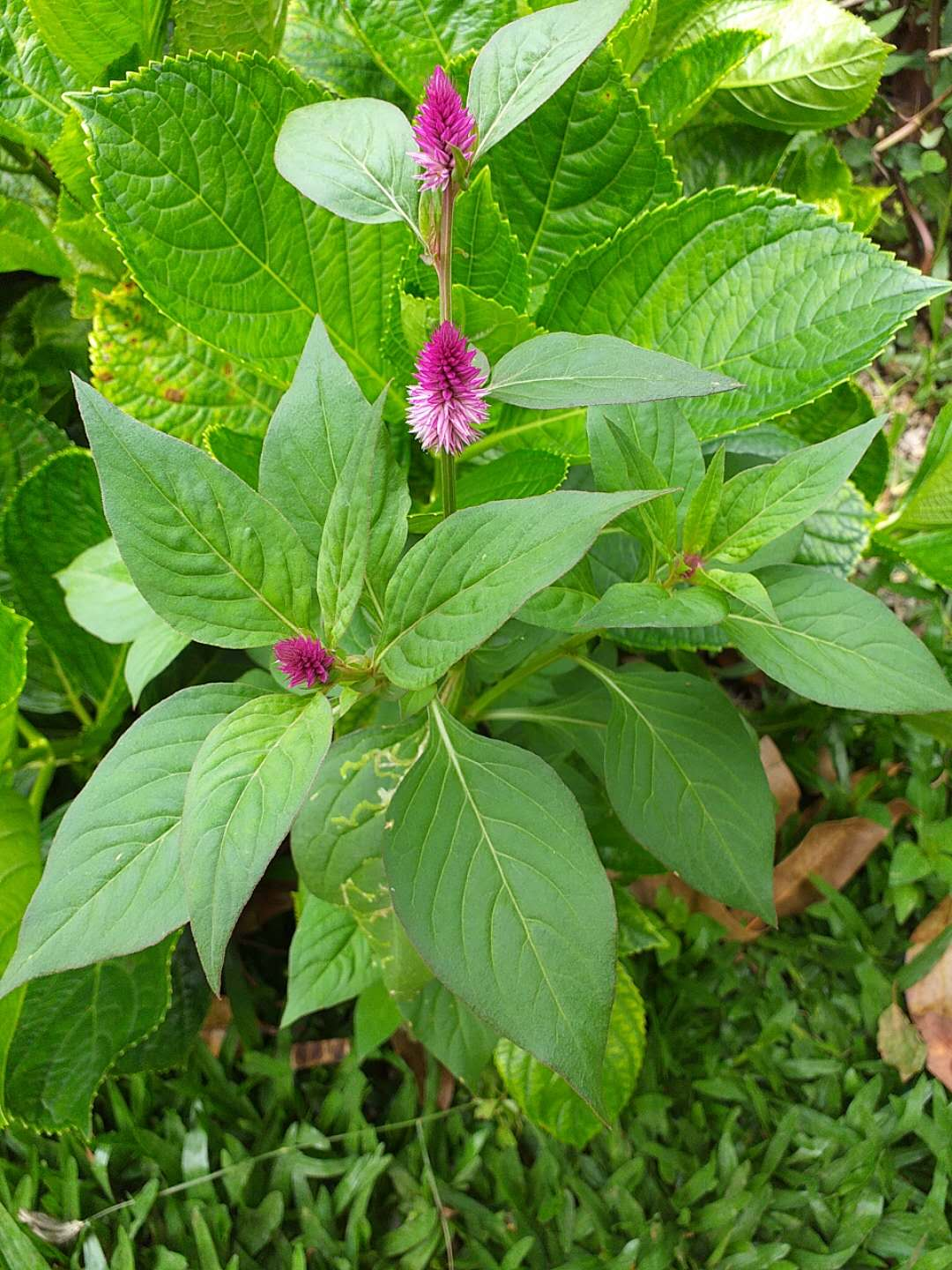
Detalle de las holas

Celosia argentea, comúnmente conocida como flor de amor o borlones, es una especie de planta herbácea de la familia Amaranthaceae, originaria de regiones tropicales. Esta especie es conocida por la intensidad y vivacidad de los colores de sus inflorescencias, siendo una planta ornamental ampliamente cultivada. Su nomenclatura común varía según la región: en Colombia y Panamá se la denomina abanico o palma de abanico; en Cuba, guaniquiqui, acediana o arcediana; en Chile, Paraguay y Argentina, penacho; en México, flor de terciopelo, mano de león o moco de pavo; y en España, cresta de gallo.

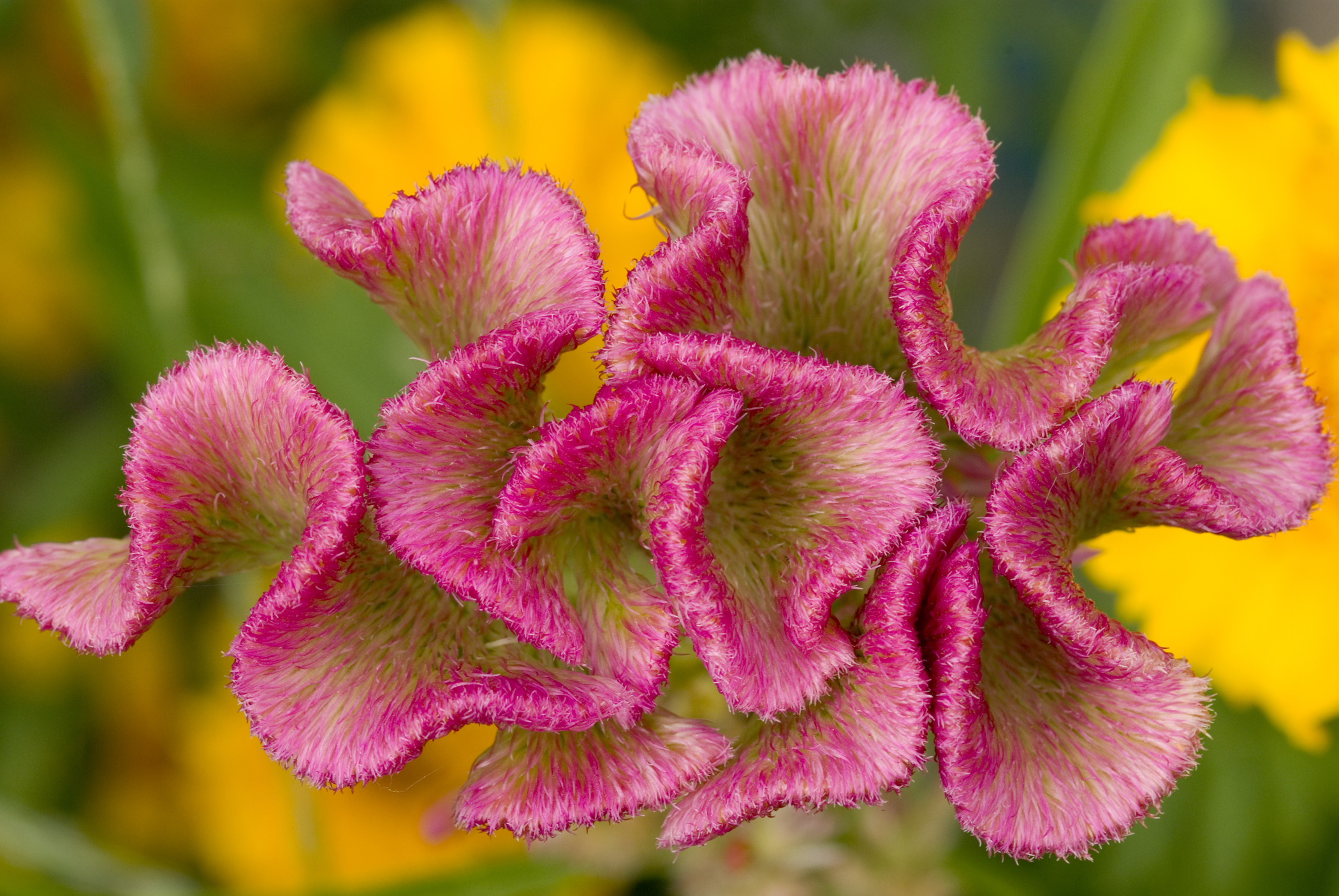
Detalle de la flor

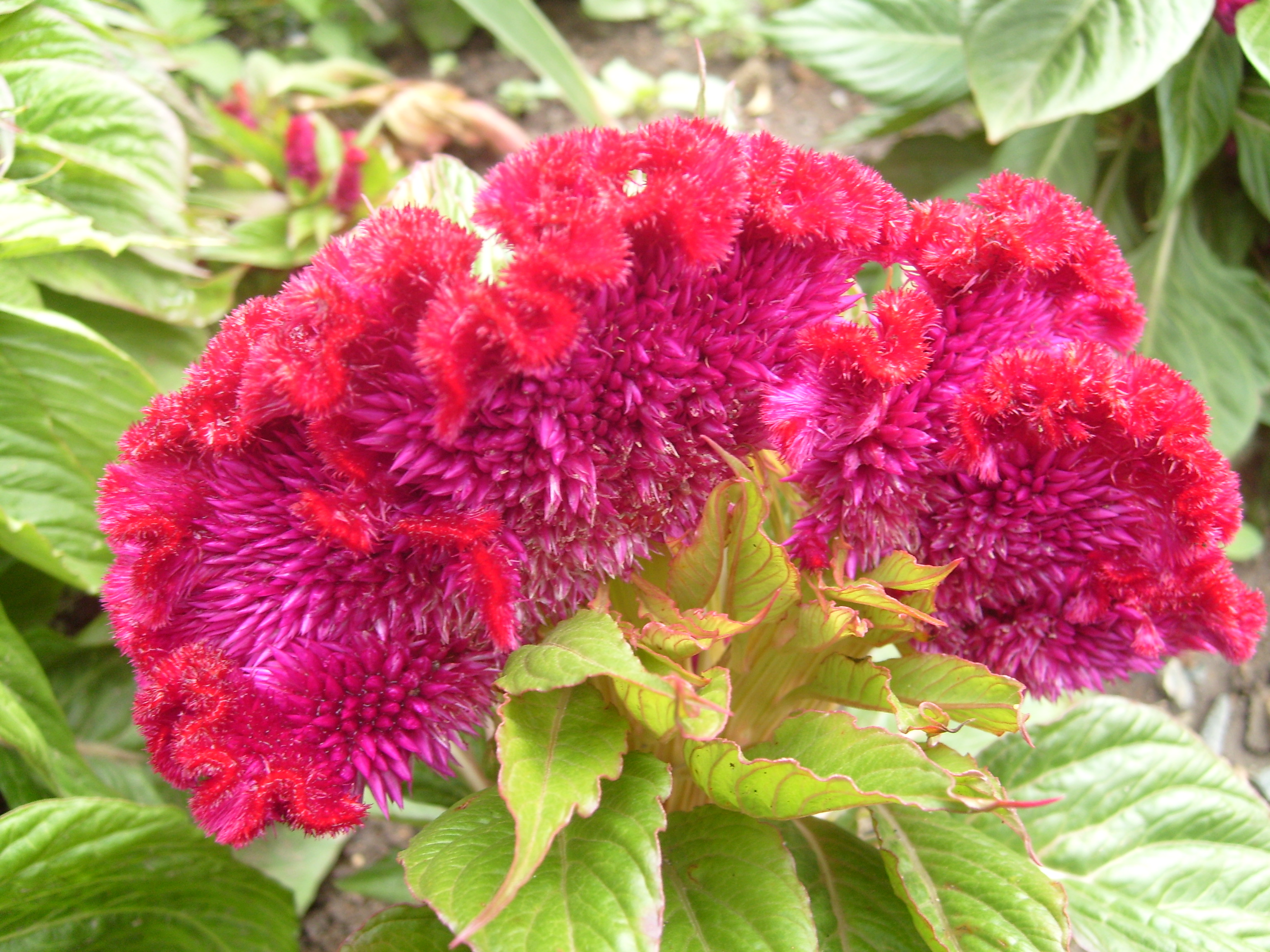
Inflorescencia

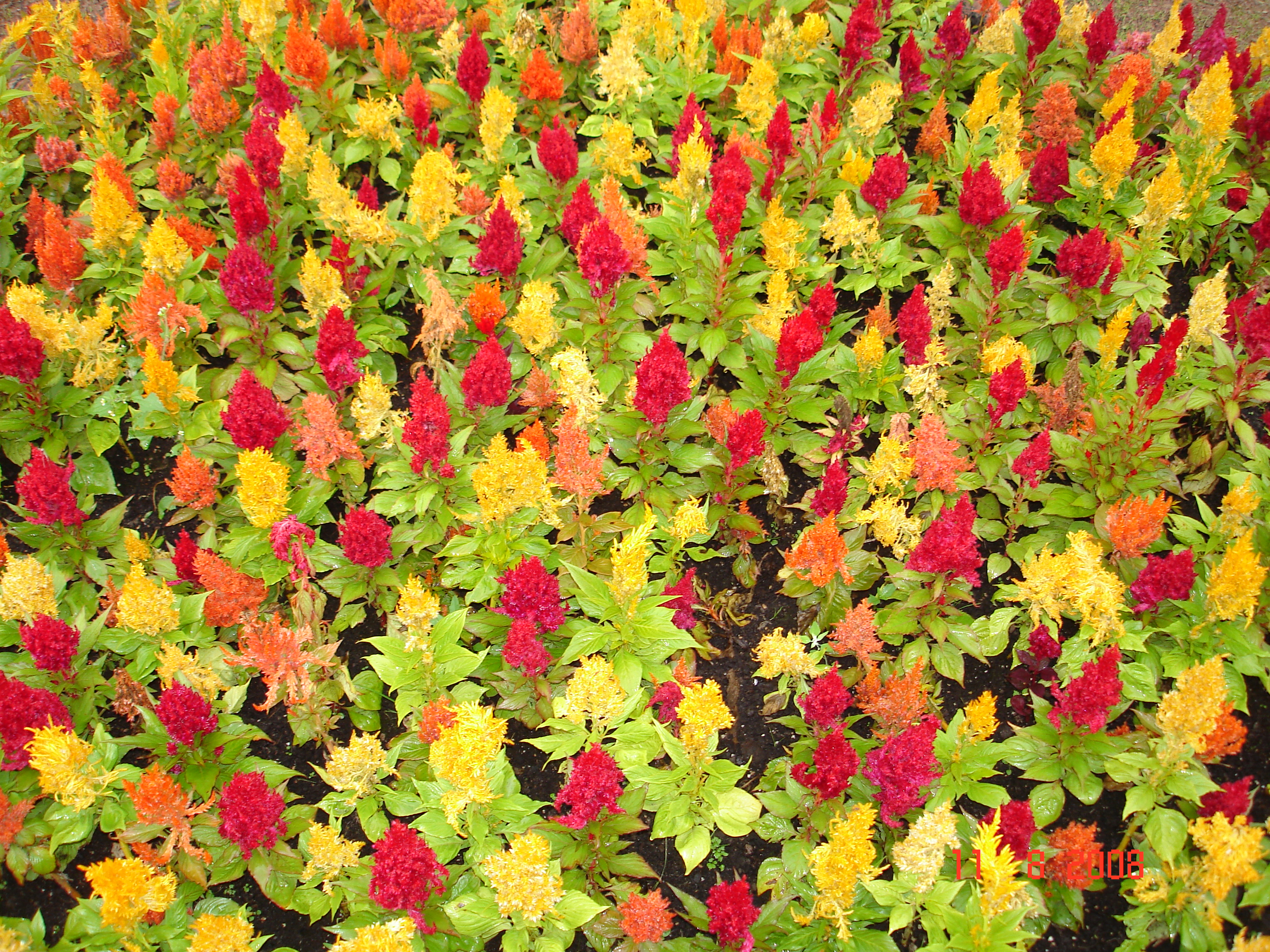
Plantas florecidas

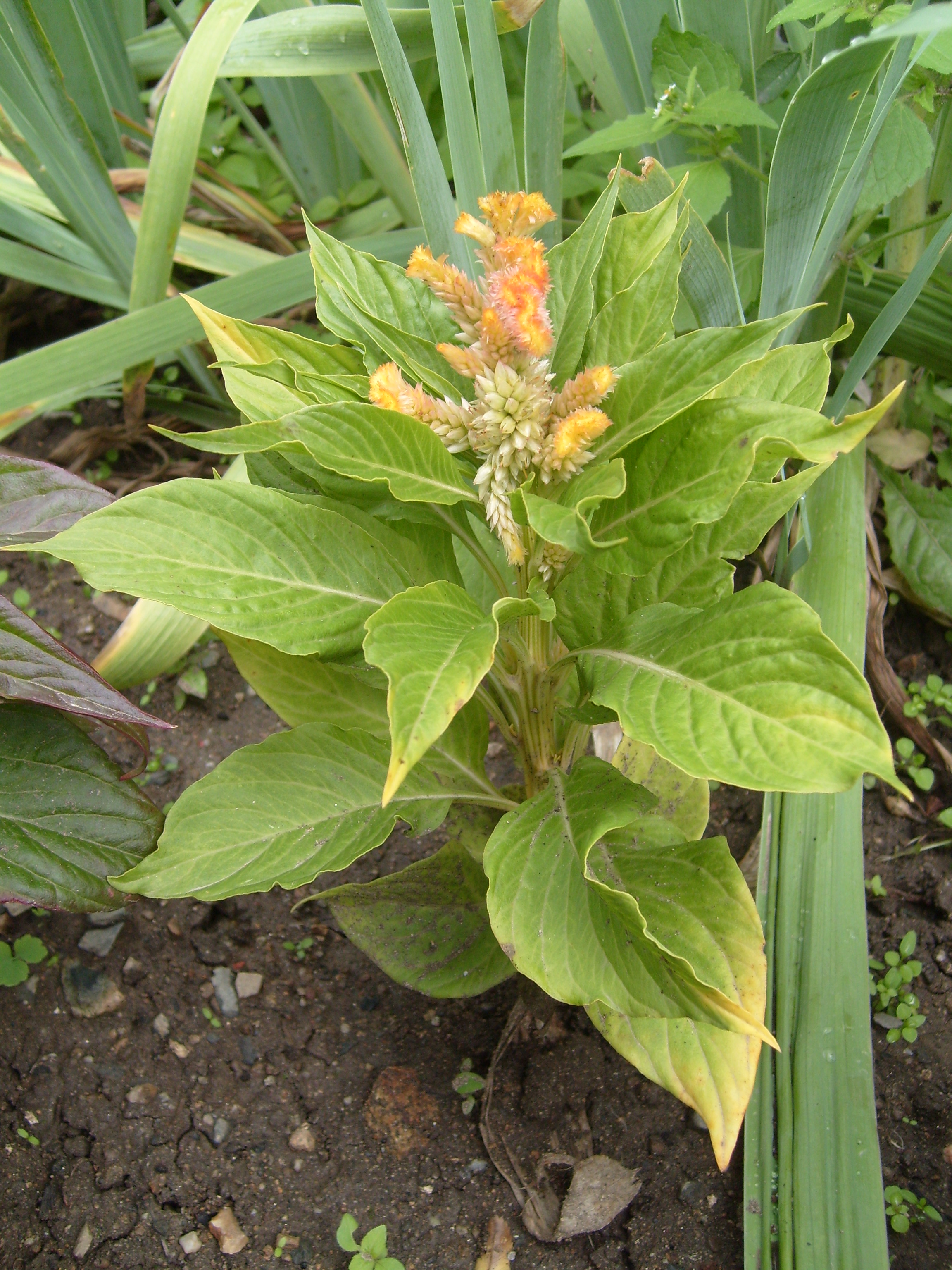
Detalle de las hojas

## Descripción

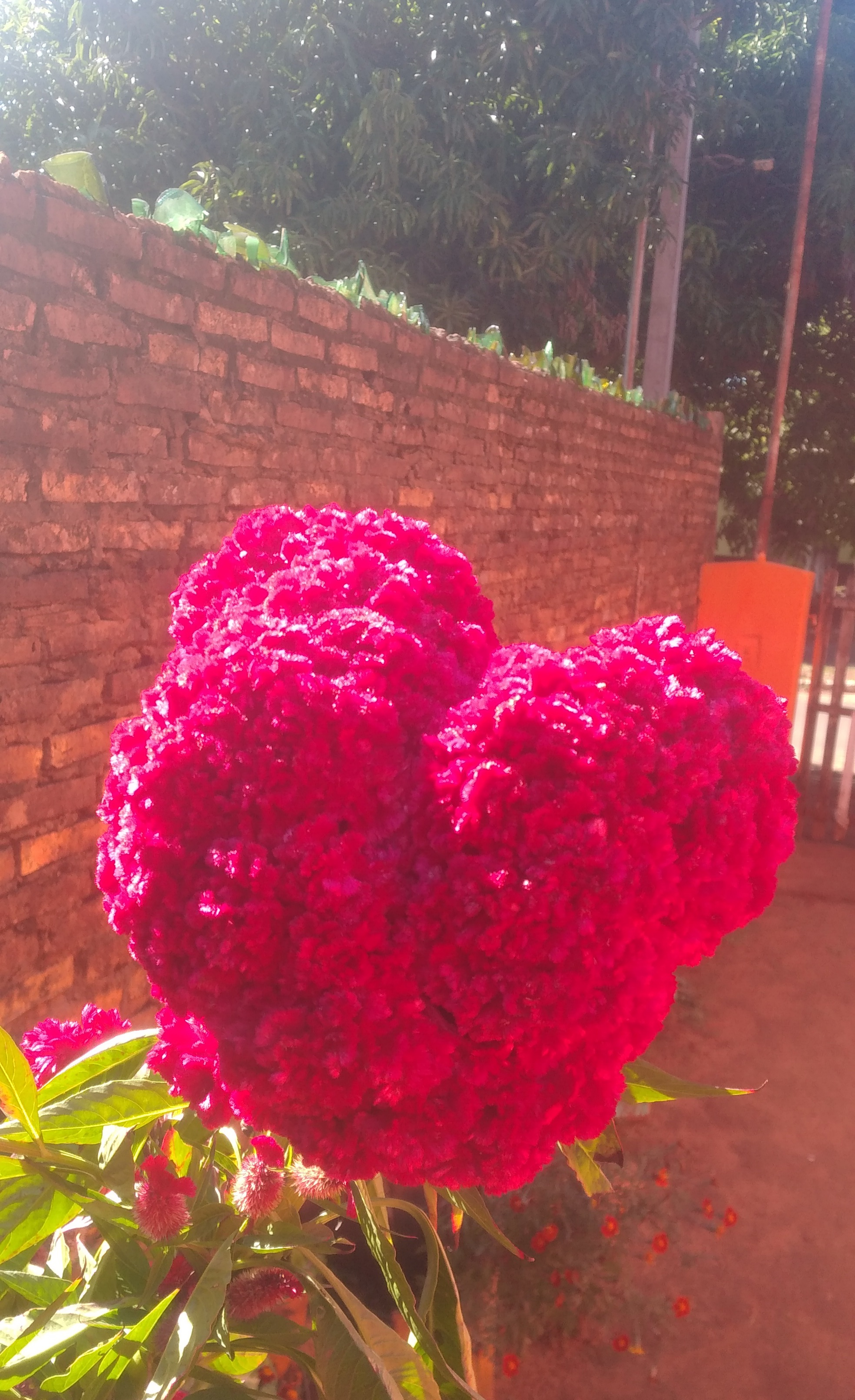
Con forma de corazón en un patio residencial.

Celosia argentea es una planta herbácea anual que se cultiva a menudo en los jardines. Se propaga por semillas. Los cultivos son de color rojo brillante, amarillo, naranja o rosa. Otros colores, como blanco, burdeos, naranja, rojo, etc, se pueden encontrar.

## Cultivo
Estas plantas al ser de origen tropical, crecen mejor a pleno sol. La inflorescencia puede durar hasta 8 semanas, y un mayor crecimiento se puede conseguir mediante la eliminación de las flores muertas.

## Usos

### Alimentos
Esta planta es comida tradicionalmente en África, este vegetal poco conocido tiene un gran potencial para mejorar la nutrición, aumentar la seguridad alimentaria, promover el desarrollo rural sostenible y ayudar al cuidado de la tierra.
Las hojas y las flores son comestibles y se cultivan para su uso en África y el sudeste de Asia.
Celosia argentea var. argentea o "espinacas de Lagos" es una de las principales verduras hervidas de África occidental , donde es conocido como soko yòkòtò ( Yoruba ) o farar áláyyafó ( hausa)

## La asociación de cultivos
También se usa en África para ayudar a controlar el crecimiento de la planta parásita Striga.

## Taxonomía
Celosia argentea fue descrita por el científico, naturalista, botánico y zoólogo sueco, Carlos Linneo y publicado en Species Plantarum 1: 205, en el año 1753.

#### Etimología
Celosia: nombre genérico que deriva del griego: keleos = "quemada" que significa que incluye el color de la flor de la variedad roja los mechones de fuego plateado.
argentea: epíteto latino  que significa "plateada.

#### Sinonimia
- Amaranthus cristatus Noronha
- Amaranthus huttonii H.J.Veitch
- Amaranthus purpureus Nieuwl.
- Amaranthus pyramidalis Noronha
- Celosia aurea T.Moore
- Celosia castrensis L.
- Celosia cernua Roxb.
- Celosia coccinea L.
- Celosia comosa Retz.
- Celosia cristata L.
- Celosia debilis S.Moore
- Celosia huttonii Mast.
- Celosia japonica Houtt.
- Celosia japonica Mart.
- Celosia linearis Sweet ex Hook.f.
- Celosia margaritacea L.
- Celosia marylandica Retz.
- Celosia pallida Salisb.
- Celosia plumosa (Voss) Burv.
- Celosia purpurea J.St.-Hil.
- Celosia purpurea A.St.-Hil. ex Steud.
- Celosia pyramidalis Burm.f.
- Celosia splendens Schumach. & Thonn.
- Celosia swinhoei Hemsl.
- Chamissoa margaritacea (L.) Schouw
- Lophoxera comosa Raf.
- Lophoxera racemosa Raf.[9][10]